# Religija u Urugvaju
Religija u Urugvaju postoji u sklopu više vjerskih zajednica. Stanovništvo Urugvaja pripada većinski Rimokatoličkoj Crkvi. Ustavom koji je prihvaćen 1917., a bio je na snazi od 1918., država je sekularizirana te je Crkva odvojena od države. Smatra se najviše sekularnom državom u Americi.
Prema najnovijem službenom istraživanju oko 58,1 % Urugvajaca se definiraju kao kršćani (47 % katolici, 11,1 % protestanti), a oko 40.89 % stanovništva izjašnjava se kao bez religije (23,2 % "vjeruje u Boga, ali bez religije", 17, 2% ateisti ili agnostici), 0,6% sljedbenici Umbanda ili drugih afričkih religija, 0,5% Židovi, 0,1 % budisti i 0,4% "drugi".

## Kršćanstvo

### Katoličanstvo
Katoličanstvo je uvijek bila većinska religija u Urugvaju, ali nikada nije bila dominantna religija. Naime tijekom kolonijalnih vremena, Katolička Crkva u Urugvaju je imala manji utjecaj nego u bilo kojoj drugoj zemlji pod španjolskom vlasti. Nakon neovisnosti, počinju se širiti protuklerikalne ideje u Urugvaju, dodatno uništavajući utjecaj Katoličke Crkve. Do 1960. godine procijenjeno je da je oko 62 % stanovništva bilo katoličko. Do 1990. godine broj je porastao na 66 %, dok danas taj broj iznosi oko 47 %.
Ustav iz 1830. godine proglašava katoličanstvo državnom religijom. Ustavom koji je prihvaćen 1917., a bio je na snazi od 1918., država je sekularizirana te je Crkva odvojena od države.

### Protestantizam
Protestantizam je religija koja sve ima više sljedbenika. Oko 11,1 % Urugvajaca su protestanti i više su aktivni u prakticiranju svoje vjere nego katolici. Među njima je najaktivniji su metodisti koji su osnovani u Urugvaju 1836. godine. Prvu anglikansku crkvu u zemlji podigli su 1844. godine britanski trgovci, te se smatra povijesnom znamenitošću.

## Judaizam
Židovi čine mali dio populacije (oko 0,5 posto), a većina ih živi u Montevideu. Sama židovska zajednica počinje polako nestajati od 1970. godine, prije svega zbog iseljavanja njezinih članova.

## Ireligija
Urugvaj je najviše ateistička zemlja u Latinskoj Americi te druga s najnižim postotkom katolika u svojoj populaciji. U Urugvaju se odvija ubrzani proces sekularizacije. U razdoblju od 1996. do 2011. broj agnostika i ateista porastao je s 18 % na 38 %.